# Liana Noda
Liana Noda (n. Buenos Aires, Argentina; 18 de mayo de 1929 - Mendoza, Argentina; 23 de julio de 2020) fue una actriz de cine y teatro argentina.También actuó con el nombre de Zulma Montes

## Carrera
Noda fue una joven actriz de reparto que debutó en cine siendo adolescente, en El espejo, de 1943. Luego hizo unos notables 15 filmes durante la época de oro del cine argentino junto a primerísimas figuras del ambiente artístico como Tita Merello, Niní Marshall, Elisa Christian Galvé, Angelina Pagano, Nathán Pinzón, Fanny Navarro, Mecha Ortiz, Guillermo Battaglia, Aída Luz, Adolfo Linvel, Golde Flami, Perla Mux, Carlos Lagrotta, entre otras. Casi siempre hizo papeles de chica dulce o sexys como amantes.
En teatro hizo en 1952 la obra Te casarás Gaspar, de Livio y Guido Merico, estrenada en el Teatro Casino. En el elenco también estuvieron Daniel de Alvarado, Nelly Panizza, Marcelino Ornat, Carmen Lamas y Leda Zanda. En 1959 y figurando ya como Montes, hizo la obra Juan Domingo desde Caracas hace sonar las maracas junto con la Compañía de revistas Al-Fred y estrenada en el Teatro La Comedia.
A mediado de los '60 se alejó del medio artístico. Falleció el 23 de julio de 2020 por causas naturales a los 91 años.

## Filmografía
- 1943: El espejo
- 1943: Punto negro
- 1946: La tía de Carlos
- 1946: Cristina
- 1947: Una mujer sin cabeza
- 1951: Una noche cualquiera
- 1952: Ésta es mi vida
- 1952: Mi hermano Esopo (Historia de un Mateo)
- 1952: Deshonra
- 1954: La bestia humana
- 1955: Embrujo en Cerros Blancos
- 1956: Horizontes de piedra[4]

## Teatro
- Madame "13" (1947), junto a Enrique Rolf, Lita Enhart, Tito Lagos, Estela Vidal, Alberto Closas y Lalo Maura.[5]
- Te casarás Gaspar (1952)
- Juan Domingo desde Caracas hace sonar las maracas (1959)